# Zhengzhou
Zhengzhou (en chino, 郑州; pinyin, Zhèngzhōu; transcripción antigua, Chengchow) es la ciudad más grande y capital de la provincia de Henan en la República Popular China. Localizada cerca del río Amarillo, la ciudad ocupa un área de 1024 km² y cuenta con una población de 4 253 627 habitantes.

## Geografía

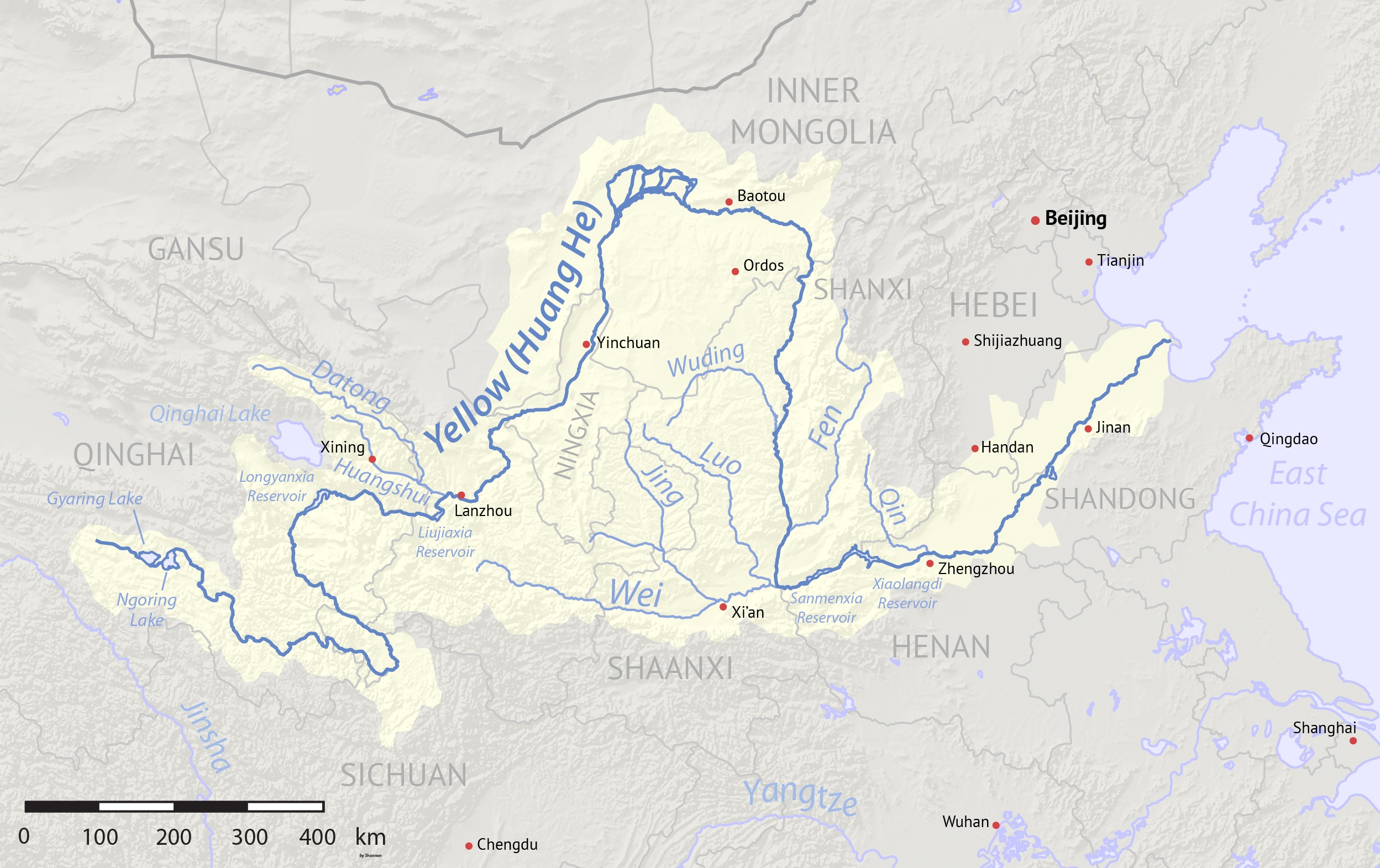
Mapa del río Amarillo donde aparece —a la orilla derecha de su curso bajo— Zhengzhou

La ciudad prefectura de Zhengzhou tiene una superficie de 7446 km², cuenta con una población que para 2016 superó los 7 millones de habitantes y se encuentra justo al norte del centro de la provincia de Henan, al sur del río Amarillo. El municipio limita con los municipios de Luoyang al oeste, Jiaozuo al noroeste, Xinxiang al noreste, Kaifeng al este, Xuchang al sureste, y Pingdingshan al suroeste.

## Toponimia
El topónimo Zhengzhou se compone de los sinogramas Zheng (nombre propio) y Zhou (provincia).
Su nombre deriva del Estado Zheng, un antiguo reino de la era de Primaveras y Otoños.  Tras la caída del Estado, en el año 375 aC, el Estado Han lo anexó a su territorio como Condado Zheng (郑县). Para el año 583 AD durante la dinastía Sui, el condado ya se había expandido lo suficiente para organizarlo en Provincia  (州 Zhou). El Condado Xingyang que ya había sido elevado a Provincia (荥州 Xingzhou) fue renombrado como Provincia Zheng (Zhengzhou), de ahí su nombre

## Historia
La ciudad fue la capital de la dinastía Shang que reinó en la zona hace unos 3500 años. Esta dinastía está considerada una de las culturas más antiguas del mundo junto con la egipcia, india y la babilónica.
El nombre de Zhengzhou viene del periodo de la dinastía Sui aunque por aquellos tiempos el nombre correspondía a la actual ciudad de Chenggao. El gobierno, y la denominación de la ciudad, se trasladaron a la actual Zhengzhou durante la dinastía Tang.
El nombre de Zhengzhou vino de la dinastía Sui (año 581), a pesar de que se encuentra en Chenggao, otra ciudad. El gobierno se trasladó a la ciudad contemporánea durante la dinastía Tang. Alcanzó su mayor importancia en la época Sui (años 581-618), Tang (618-907), y a principios de la (960-1127) dinastía, cuando se construyó la estación terminal del Nuevo Canal Bian que unió al río Amarillo con el canal noroeste. Allí, en un lugar llamado Heyin se estableció , un complejo enorme  para abastecer las capitales de Luoyang y Chang'an en el oeste y las fronteras ejércitos del norte. En el período Song, sin embargo, el traslado de la capital hacia el este a Kaifeng robó a Zhengzhou de gran parte de su importancia. Fue una capital durante los cinco dinastías de Xia, Shang, Guan, Zheng y Han, y una prefectura durante los ocho dinastías Sui, Tang, Cinco Dinastías, Song, Jin, Yuan, Ming y Qing. [cita requerida] En 1903, el ferrocarril Pekín - Hankou llegó a Zhengzhou, y en 1909 la primera etapa del ferrocarril Longhai le dio un enlace este-oeste a Kaifeng y Luoyang, sino que más tarde se extendió hacia el este hasta la costa en Lianyungang, Jiangsu Provincia, y hacia el oeste hasta Xi'an, provincia de Shaanxi, así como el oeste de Shaanxi. Zhengzhou se convirtió así en un importante nudo ferroviario y un centro regional para el algodón, los cereales, cacahuetes y otros productos agrícolas. [cita requerida] A principios de 1923 una huelga de trabajadores comenzó en Zhengzhou y se extendió a lo largo de la línea del tren antes de que fuera suprimida, un 14 pisos de torre doble en el centro de la ciudad conmemora la huelga. El 10 de junio de 1938, Chiang Kai-shek Ejército Revolucionario Nacional abrió los diques de contención del río Amarillo entre Zhengzhou y Kaifeng, en un esfuerzo por detener la marea de la invasión japonesa, sin embargo, la inundación que siguió también mató a cientos de miles de chinos. [ 4 ]
Zhengzhou también tiene una locomotora y material rodante de taller de reparación, una planta de tractor y el ensamblaje, y una estación de generación térmica. Crecimiento industrial de la ciudad ha dado lugar a un gran aumento en la población, procedentes principalmente de los trabajadores industriales del norte. Un proyecto de desviación de agua y estación de bombeo, construida en 1972, ha proporcionado riego para el campo circundante. [cita requerida] La ciudad tiene una universidad agrícola.

## Economía
Casi cuatro millones de los habitantes de Zhengzhou se dedican a la agricultura. Los principales productos agrícolas de la zona son la manzana, el tabaco, el algodón y el trigo. La ciudad dispone también de numerosas industrias entre las que destacan las de textiles y las de productos manufacturados.

## Administración
La ciudad-prefectura de Zhengzhou se organiza en 12 localidades que se administran en 6 distritos urbanos, 5 ciudades suburbanas y 1 condado rural.
| Mapa                                                                                     | N.º       | Nombre | Área km²  | Población |
| ---------------------------------------------------------------------------------------- | --------- | ------ | --------- | --------- |
| 11. Gongyi 7. Xingyang 10. Xinmi 9. Dengfeng 8. Xinzheng 12. Zhongmu 01 02 03 04 06 05 ▲ |           |        |           |           |
| — Distritos —                                                                            |           |        |           |           |
| 01■                                                                                      | Jinshui   | 242    | 1 588 611 |           |
| 02■                                                                                      | Erqi      | 159    | 712 597   |           |
| 03■                                                                                      | Huiji     | 206    | 269 561   |           |
| 04■                                                                                      | Guancheng | 204    | 645 888   |           |
| 05■                                                                                      | Zhongyuan | 195    | 905 430   |           |
| 06■                                                                                      | Shangjie  | 64,7   | 131 540   |           |
| —Condados y Ciudades —                                                                   |           |        |           |           |
| 07■                                                                                      | Xingyang  | 908    | 613 761   |           |
| 08■                                                                                      | Xinzheng  | 873    | 758 079   |           |
| 09■                                                                                      | Dengfeng  | 1220   | 668 592   |           |
| 10■                                                                                      | Xinmi     | 1001   | 797 200   |           |
| 11■                                                                                      | Gongyi    | 1041   | 807 857   |           |
| 12■                                                                                      | Zhongmu   | 1393   | 727 389   |           |

## Transporte

### Aeropuerto
La principal terminal aérea es el aeropuerto de Zhengzhou Xinzheng (郑州新郑国际机场) fue inaugurado el 28 de agosto de 1997. En 2010 fue el aeropuerto más ocupado de todo el país con 8 707 873 de pasajeros.
| Aerolíneas                | Destinos |
| ------------------------- | --- |
| Air China                 | Pekín-Capital, Chengdú |
| China Eastern Airlines    | Kuala Lumpur, Kunming, Nankín, Shanghái-Hongqiao, Shanghái-Pudong, Shenyang |
| China Southern Airlines   | Bangkok-Suvarnabhumi, Pekín-Capital, Changsha, Chengdu, Chongqing, Dalian, Cantón, Guiyang, Haikou, Hangzhou, Hohhot, Hong Kong, Kunming, Qingdao, Sanya, Seúl-Incheon, Shanghái-Hongqiao, Shanghái-Pudong, Shenyang, Shenzhen, Taipéi-Taoyuan, Tianjin, Ürümqi, Xiamen |
| Dragonair                 | Hong Kong [8 jun-2013] |
| EVA Air                   | Taipéi-Taoyuan |
| Far Eastern Air Transport | Magong |
| Hainan Airlines           | Cantón, Haikou, Sanya, Shenzhen, Ürümqi, Xiamen |
| Joy Air                   | Hefei, Xi'an, Yuncheng |
| Korean Air                | Seúl-Incheon |
| Lucky Air                 | Harbin, Kunming |
| Mandarin Airlines         | Taipéi-Taoyuan |
| Shandong Airlines         | Chongqing, Lanzhou [28 Oct-2012], Qingdao, Xiamen |
| Shanghai Airlines         | Shanghái-Hongqiao, Yinchuan |
| Shenzhen Airlines         | Cantón, Shenzhen, Shenyang |
| Spring Airlines           | Shanghái-Hongqiao |
| Tibet Airlines            | Chengdu, Chongqing |
| Xiamen Airlines           | Fuzhou, Hangzhou, Harbin, Lanzhou, Shenyang, Xiamen |

### Carga
| Aerolíneas              | Destinos   |
| ----------------------- | ---------- |
| Cargolux                | Luxemburgo |
| Cathay Pacific Cargo    | Hong Kong  |
| AirBridgeCargo Airlines | Moscú      |
| Atlas Air               | Zaragoza   |
| Air China Cargo         | Zaragoza   |
| Awesome Cargo           | México     |

UPS Airlines

### Metro
El Metro de Zhengzhou es un servicio de tránsito rápido de la red ferroviaria de metro en construcción para servir a zonas urbanas y suburbanas del municipio de Zhengzhou. El plan de "Zhengzhou metro de la línea N º 1", así como "Zhengzhou metro de la línea N º 2", fueron aprobados por la Comisión Nacional de Desarrollo y Reforma (CEDR) en febrero de 2009. El metro comenzó su funcionamiento en diciembre de 2013.
Línea 1 del Metro es una línea este-oeste con una longitud total de 34,84 kilómetros, desde Nuevo Campus de Zhengzhou y final en Muzhuang .
Línea 2 del Metro es una línea de norte a sur con una longitud total de 27,30 kilómetros, desde el Huiji Distrito y final en Zhanmatun.
Como era de esperar, estos dos proyectos se iniciaron en 2009 y se completaron en 2013 y 2015, respectivamente.

## Clima
El clima presenta las cuatro estaciones bien diferenciadas, con una temperatura media de 14,3 °C y unas precipitaciones de 640 mm. El mes más lluvioso es el de julio, mes en el que se produce la mayoría de las precipitaciones.
| Parámetros climáticos promedio de Zhengzhou (1971-2000) | Parámetros climáticos promedio de Zhengzhou (1971-2000) | Parámetros climáticos promedio de Zhengzhou (1971-2000) | Parámetros climáticos promedio de Zhengzhou (1971-2000) | Parámetros climáticos promedio de Zhengzhou (1971-2000) | Parámetros climáticos promedio de Zhengzhou (1971-2000) | Parámetros climáticos promedio de Zhengzhou (1971-2000) | Parámetros climáticos promedio de Zhengzhou (1971-2000) | Parámetros climáticos promedio de Zhengzhou (1971-2000) | Parámetros climáticos promedio de Zhengzhou (1971-2000) | Parámetros climáticos promedio de Zhengzhou (1971-2000) | Parámetros climáticos promedio de Zhengzhou (1971-2000) | Parámetros climáticos promedio de Zhengzhou (1971-2000) | Parámetros climáticos promedio de Zhengzhou (1971-2000) |
| Mes                                                     | Ene.                                                    | Feb.                                                    | Mar.                                                    | Abr.                                                    | May.                                                    | Jun.                                                    | Jul.                                                    | Ago.                                                    | Sep.                                                    | Oct.                                                    | Nov.                                                    | Dic.                                                    | Anual                                                   |
| ------------------------------------------------------- | ------------------------------------------------------- | ------------------------------------------------------- | ------------------------------------------------------- | ------------------------------------------------------- | ------------------------------------------------------- | ------------------------------------------------------- | ------------------------------------------------------- | ------------------------------------------------------- | ------------------------------------------------------- | ------------------------------------------------------- | ------------------------------------------------------- | ------------------------------------------------------- | ------------------------------------------------------- |
| Temp. máx. media (°C)                                   | 5.7                                                     | 8.6                                                     | 14.0                                                    | 21.7                                                    | 27.2                                                    | 31.6                                                    | 31.8                                                    | 30.5                                                    | 26.7                                                    | 21.5                                                    | 14.1                                                    | 8.0                                                     | 20.1                                                    |
| Temp. mín. media (°C)                                   | −4.3                                                    | −1.9                                                    | 2.9                                                     | 9.5                                                     | 14.7                                                    | 19.8                                                    | 22.8                                                    | 21.7                                                    | 16.2                                                    | 9.9                                                     | 3.1                                                     | −2.4                                                    | 9.3                                                     |
| Precipitación total (mm)                                | 8.8                                                     | 12.0                                                    | 28.5                                                    | 39.6                                                    | 58.0                                                    | 62.8                                                    | 155.5                                                   | 112.5                                                   | 77.4                                                    | 45.1                                                    | 22.3                                                    | 9.8                                                     | 632.3                                                   |
| Días de precipitaciones (≥ 0.1 mm)                      | 3.3                                                     | 4.3                                                     | 6.2                                                     | 6.6                                                     | 6.8                                                     | 7.7                                                     | 11.6                                                    | 9.9                                                     | 8.2                                                     | 6.8                                                     | 5.0                                                     | 3.5                                                     | 79.9                                                    |
| Horas de sol                                            | 144.3                                                   | 139.0                                                   | 164.8                                                   | 202.8                                                   | 234.0                                                   | 229.5                                                   | 199.9                                                   | 199.6                                                   | 179.2                                                   | 182.4                                                   | 158.3                                                   | 148.1                                                   | 2181.9                                                  |
| Humedad relativa (%)                                    | 60                                                      | 60                                                      | 62                                                      | 61                                                      | 62                                                      | 62                                                      | 78                                                      | 81                                                      | 75                                                      | 70                                                      | 66                                                      | 61                                                      | 66.5                                                    |
| Fuente: Administración Meteorológica de China           |                                                         |                                                         |                                                         |                                                         |                                                         |                                                         |                                                         |                                                         |                                                         |                                                         |                                                         |                                                         |                                                         |

## Lugares de interés
- Restos arqueológicos de la antigua ciudad Shan: ocupan un área de 25 km² en el centro de la ciudad. Incluyen numerosos restos de esta antigua ciudad como fuentes, vasijas o pozos.
- Templo de Shaolin (少林寺 / Shàolínsì, "templo del bosque joven"): localizado en una zona montañosa al noroeste de la ciudad. El templo tiene una antigüedad de más de 1500 años y está destinado al estudio del budismo zen. Ocupa un área de 30 000 m² y durante la dinastía Tang llegó a albergar a más de 2500 monjes.

## Ciudades hermanas
- Richmond, Estados Unidos de América
- Samara, Rusia
- Irbid, Jordania
- Jinju, Corea del Sur
- Cluj-Napoca, Rumanía
- Saitama, Japón
- San Felipe, Yaracuy, Venezuela